# Chemorezeptor
Chemorezeptoren, eindeutiger als Chemosensoren bezeichnet, gehören zu den Sinneszellen (Rezeptorzelle) und sind auf die Wahrnehmung von in der Luft transportierten oder in Flüssigkeiten gelösten chemischen Stoffen spezialisiert. Sie spielen somit eine zentrale Rolle für Geruchs- und Geschmackssinn, aber auch bei vielerlei Interaktionen zwischen Bestandteilen innerhalb eines Individuums ohne direkten Zellkontakt (das sind endogene Reize) oder zwischen Bestandteilen verschiedener Individuen einer oder unterschiedlicher Spezies (exogene Reize).

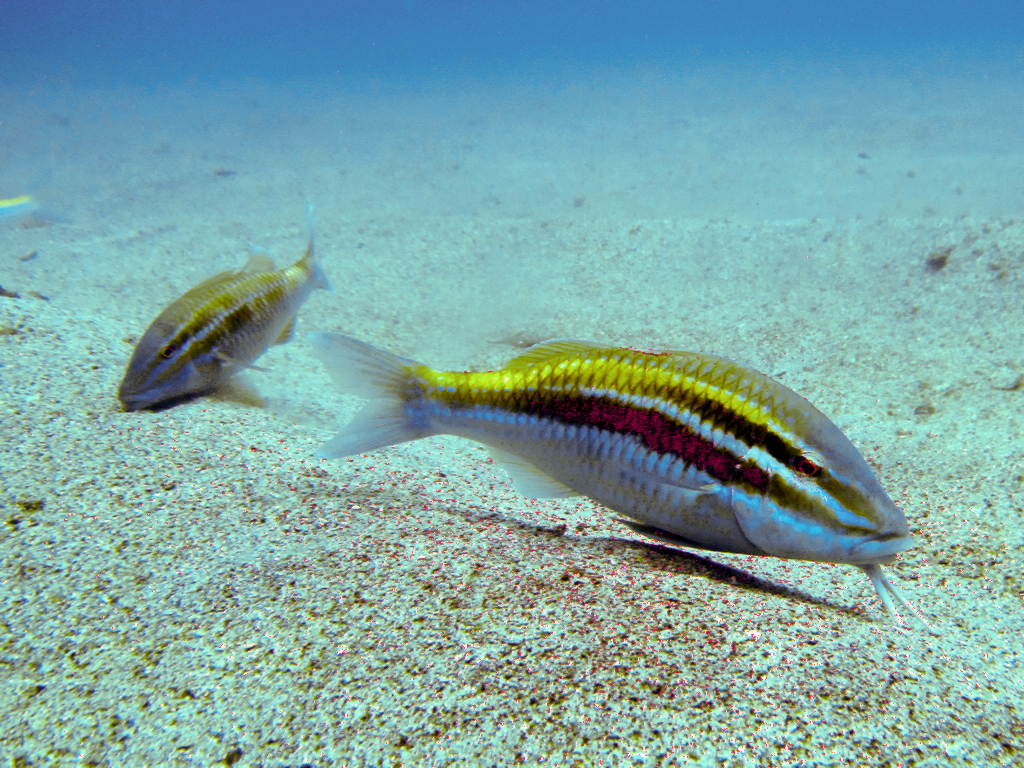
Zwei Weißsattelziegenfische (Parupeneus ciliatus), die mit einem Paar langer chemosensorischer Barteln auf dem sandigen Boden nach Nahrung suchen. Long-Dong Bay, Taiwan

## Wahrnehmung exogener Reize

### Chemotaxis
Tiere, Pilze, Pflanzen, Bakterien, praktisch alle Organismen, ob Ein- oder Mehrzeller, besitzen zumindest partiell die Fähigkeit, sich an Molekülen, die von anderen Lebewesen stammen, zu orientieren.

### Geruchs- bzw. Geschmackssinn
Während beim Menschen nur etwa 400 unterschiedliche Gene für Chemorezeptoren vorhanden sind, besitzen zum Beispiel Ratten mehr als 1200 verschiedene Gene, Zebrabärbling tragen etwa 150 und Kugelfische nur etwa 15. Es scheint, dass die Ausstattung mit Chemorezeptor-Genen innerhalb der Stammesgeschichte außerordentlich dynamisch variieren kann, je nach Lebensweise und dem Differenzierungsgrad anderer Sinnesorgane.

### Umweltverschmutzung
Mikroplastik wirkt sich negativ auf die Chemosensorik der Großen Strandschnecken aus und führt infolge zu verminderter oder ganz ausbleibender Fluchtreaktion vor Fressfeinden.

### Erbrechen
Neben der Chemorezeptoren-Triggerzone in der Area postrema am Boden des vierten Ventrikels spielen auch Chemosensoren in der Schleimhaut des oberen Gastrointestinaltrakts eine wichtige Rolle bei der Auslösung von Erbrechen. Sie sprechen auf bakterielle Toxine, Emetin (ein Alkaloid aus der Brechwurzel, die als Sirup verwendet wird, um bei nicht-bewusstseinsgetrübten Personen ein therapeutisches Erbrechen herbeizuführen), höherkonzentrierte Kochsalzlösung, Kupfersulfat u. a. Substanzen an.

## Wahrnehmung endogener Reize
Die Auslösung und Wahrnehmung endogener Reizstoffe wird als chemische Kommunikation (Chemokommunikation) bezeichnet. Sie basiert auf der Freisetzung spezifischer Botenstoffe zur Signalübertragung sowie deren Rezeption durch spezifische Rezeptoren, Chemorezeptoren. Andere endogene Reize können aus dem Stoffwechsel resultieren und gegensteuernde Maßnahmen provozieren.

### Hormonsystem
Die Wirkung von Hormonen über Hormonrezeptoren lässt sich im ersten Schritt als eine Chemorezeption beschreiben.

### Synaptische Transmission
Neurotransmitter sind Botenstoffe der Signalübertragung, sie übermitteln Impulse von einer Nervenzelle auf andere, dazu binden sie dort an einen spezifischen Neurorezeptor.

### Atmung
Chemorezeptoren sind an der Regulierung der Atmung, des Gefäßtonus und des Säure-Basen-Haushaltes des menschlichen Körpers beteiligt:
- Zentrale Chemorezeptoren im Kreislaufzentrum im Hirnstamm (Formatio reticularis) messen pH-Wert und CO2-Partialdruck des Liquor cerebrospinalis,
- Periphere Chemorezeptoren befinden sich in den Glomera carotica sowie den Glomera aortica. Sie sind für Protonen (pH-Wert), Kalium, O2-Partialdruck, CO2-Partialdruck sensibel.

Die peripheren Chemorezeptoren besitzen eine sehr hohe Sauerstoffsensitivität. Sinkt der O2-Partialdruck unter 110 mm Hg („O2-Schwelle“) lösen sie Erregungen in afferenten Nerven aus, die zum Atemzentrum führen.